# Dialium guianense
Dialium guianense es una especie de árbol de la familia de las fabáceas, subfamilia Caesalpinioideae. Distribuida en zonas tropicales de América Latina, su nombre común en castellano es palo lacandón, tamarindo de montaña o guapaque, en el sur de Veracruz se le llama paqui, en lengua maya se le conoce como guachy en idioma portugués como jataipeva. Llega a medir más de 30 metros de altura y rinde una madera bastante dura de color rojizo, así como un fruto similar en sabor y consistencia al tamarindo.

## Características
Se trata de un árbol caducifolio, de lento crecimiento pero que puede alcanzar hasta 45 m de altura, con un tronco cuyo diámetro puede alcanzar 1.5 metros en ejemplares adultos. El tronco es recto, ocasionalmente presentando contrafuertes  en la base de algunos ejemplares. Cuando se han desarrollado, con frecuencia se retuercen en la base. La copa es redondeada, densa con ramas ascendentes. Su
fuste está limpio de ramas hasta una altura de 15 metros.  La corteza es un gris verdoso, con lenticelas pequeñas, distribuidas al azar. La corteza interior es roja y algo fibrosa.  La corteza es lisa, de color pardo grisáceo a gris claro, con abundantes lenticelas pardas, ligeramente prominentes y dispuestas irregularmente o en hileras transversales y longitudinales que le dan apariencia granulosa. Tiene un grosor de 4 a 10 mm, y produce una resina rojo amarillenta. “.
La madera es dura, densa y pesada de unos (0.83 gr/cm³); de color marrón rojizo oscuro,  de textura media. Superficie lisa al tacto y lustrosa. 
Las hojas están dispuestas en espiral, de 5 a 15 cm de largo incluyendo el peciolo, compuesta por 3 a 7 folíolos, alternos u opuestos, elípticos y asimétricos. El follaje es caducifolio y los árboles cambian su
follaje en septiembre, época en que florecen de agosto a octubre; produce pequeñas flores fragantes y amarillentas, en panículas axilares y terminales de 4 a 10 cm de largo, pubescentes, que en primavera se terminan desarrollando en un fruto en forma de vaina de 1 a 2 cm de largo, ovalada, que consiste en una cáscara color pardo, rígida pero frágil, una pulpa esponjosa y suave, color pardo y de sabor agridulce, similar al del tamarindo (Tamarindus indica). El fruto contiene 1 o 2 semillas reniformes, generalmente de 1 cm de ancho y 2 a 3 mm de grosor, de color gris pardo.

## Distribución
Se encuentra en la zona neotropical y tropical de América que va desde las selvas perennifolias del sur de México (donde suele estar entre las especies más altas de su ecosistema) hasta la Amazonia de Brasil y el Perú. tiene una destacada importancia ecológica como especie primaria codominante de los bosques perennifolios de Terminalia amazonia. Es abundante en la costa atlántica de América Central.
Crece en zonas de topografía ondulada con suelos profundos, lateríticos o derivados de margas calcáreas, arcillosos y de drenaje deficiente. Su amplitud altitudinal va desde el nivel del mar hasta 400 m.s.n.m.. Prefiere los climas cálidos, con poca tolerancia a las temperaturas muy frías.
En los últimos años su hábitat natural ha sufrido una considerable reducción debido a las diferentes actividades antropogénicas como el establecimiento de la ganadería, explotación petrolera y sistemas de producción importados, las cuales han traído como consecuencia la disminución de la especie, provocando que esta se remita a relictos de selva o se le encuentre como árboles aislados.

## Uso
Su madera, de color atractivo, posee excelentes propiedades físicas, mecánicas y acústicas. Se le utiliza en construcción y en la fabricación de instrumentos musicales, es además muy apreciuada en tornería si bien su alta concentración de silicio y su extrema densidad le restan atractivo comercial por la dificultad al aserrarla. Las hojas se usan para controlar la diarrea. La pulpa del fruto se utiliza para consumirse en fresco y en la elaboración de bebidas refrescantes.

## Taxonomía
Clasificado como Arouna guianensis por primera vez en el siglo XVIII por Jean Baptiste Aublet durante una estancia en la Guyana Francesa (de ahí su nombre en latín). Su clasificación actual la debe al botánico Noel Sandwith.